# Nicat Abasov
Nicat Azad oğlu Abasov (ur. 14 maja 1995 w Baku) – azerski szachista, arcymistrz od 2011 roku.

## Życiorys
Urodził się 14 maja 1995 roku w Baku. W 2009 roku został mistrzem międzynarodowym, a dwa lata później uzyskał tytuł arcymistrza. W 2016 roku wziął udział w 42. olimpiadzie szachowej, a rok późnej zwyciężył w mistrzostwach Azerbejdżanu. W październiku 2023 roku osiągnął najwyższy ranking szachowy, który wyniósł 2679 punktów.
W sierpniu 2023 r. zajął czwarte miejsce w Pucharze świata w szachach 2023, dzięki czemu zakwalifikował się do turnieju pretendentów 2024. Zajął w nim ósme miejsce z wynikiem 3,5/14 punktów.